# Jean-Baptiste Épalle
Pour les articles homonymes, voir Epalle.
Jean-Baptiste Épalle (né le 8 mars 1809 à Marlhes, mort le 19 décembre 1845 aux îles Salomon) est un missionnaire et évêque français.

## Biographie
Ordonné prêtre en 1837, il entre chez les maristes en 1838 et exerce durant quatre années son apostolat chez les Maoris de Nouvelle-Zélande. Jean-Baptiste Pompallier l'envoie en 1842 en France pour y défendre les intérêts de la mission. 
Nommé vicaire du nouveau double vicariat apostolique de Mélanésie et de Micronésie (it) érigé le 16 juillet 1844 à partir du vicariat apostolique d'Océanie occidentale et évêque titulaire de Sion, il part de Londres le 2 février 1845 avec sept pères et six frères maristes pour évangéliser les îles Salomon. Il arrive à Sydney en juin et y affrète une goélette, la Marian Watson puis quitte Sydney fin octobre. 
Le 1er décembre, il arrive à l'San Cristobal, ainsi dénommée par Álvaro de Mendaña, et, dans une anse bien abritée, le port de Saint-Jean Baptiste est fondé. Les habitants ne se montrent pas hostiles et montent à bord. 
Le 12 décembre, Épalle mouille la Marian Watson à Santa Isabel dans la baie de l'Astrolabe. Les indigènes s'y montrent moins amicaux mais Épalle décide de débarquer malgré tout avec trois frères et quatre matelots. Sur la rive, les habitants sont armés de haches et de casse-tête. Les missionnaires sont sans armes. Un chef frappe Épalle d'un violent coup de hache. Les matelots interviennent à coups de fusil, ce qui permet aux autres missionnaires de se sauver et de récupérer le corps d'Épalle. Il meurt à bord de la goélette le 19 décembre. 
Obtenant qu'aucunes représailles n'aient lieu, les missionnaires se replient à San Cristobal où ils fondent la mission de Port Saint-Marie près du village de Makira (janvier 1846).

## Hommage

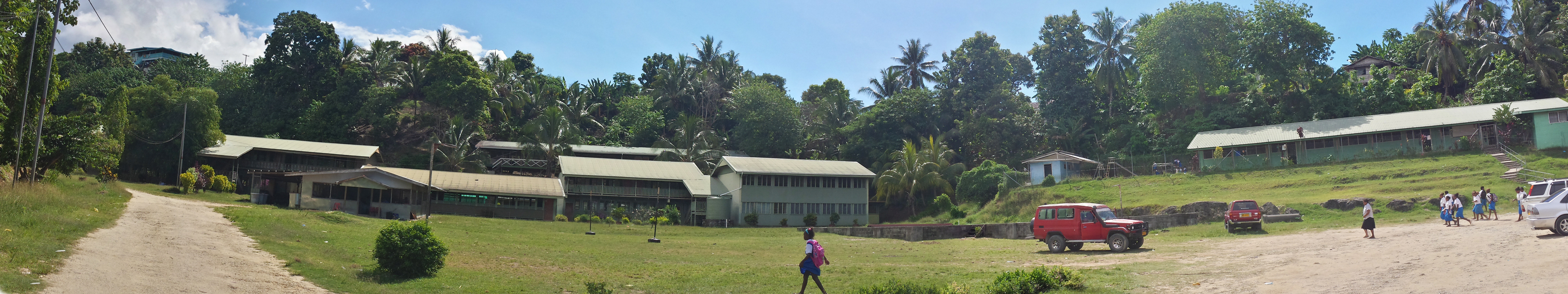
Bishop Epalle School Rove, Honiara, Îles Salomon.